# Bravo-Jahrescharts 1983
Die Jugendzeitschrift Bravo erscheint seit 1956 und enthält in jeder Wochenausgabe eine Hitliste, die von den Lesern gewählt wurde. Zum Jahresende wird eine Jahreshitliste erstellt, die Bravo-Jahrescharts. Seit 1960 wählen die Bravo-Leser zudem ihre beliebtesten Gesangsstars und dekorieren sie mit dem Bravo Otto.

## Bravo-Jahrescharts 1983
1. Flashdance... What a Feeling – Irene Cara – 302 Punkte
2. 99 Luftballons – Nena – 297 Punkte
3. Leuchtturm – Nena – 288 Punkte
4. Do You Really Want to Hurt Me – Culture Club – 276 Punkte
5. Major Tom (völlig losgelöst) – Peter Schilling – 271 Punkte
6. Juliet – Robin Gibb – 265 Punkte
7. Baby Jane – Rod Stewart – 259 Punkte
8. I Like Chopin – Gazebo – 234 Punkte
9. Moonlight Shadow – Mike Oldfield – 233 Punkte
10. Beat It – Michael Jackson – 224 Punkte

## Bravo-Otto-Wahl 1983

### Pop-Gruppe
1. Goldener Otto: Nena
2. Silberner Otto: Kajagoogoo
3. Bronzener Otto: Culture Club

### Sänger
1. Goldener Otto: Limahl
2. Silberner Otto: Shakin’ Stevens
3. Bronzener Otto: Rod Stewart

### Sängerinnen
1. Goldener Otto: Irene Cara
2. Silberner Otto: Kim Wilde
3. Bronzener Otto: Agnetha Fältskog